# چشم‌پوپی گلوسیاه
چشم‌پوپی گلوسیاه (نام علمی: Platysteira peltata) نام یک گونه از تیره چشم‌پوپی است.